# Fazıl Ahmed-paša Ćuprilić
Fazıl Ahmed-paša Ćuprilić (turski: Köprülü Fazıl Ahmed Paşa; Veles, 1635. - Carigrad, 3. studenog 1676.), veliki vezir Osmanskoga Carstva, član plemićke obitelji Ćuprilić, albanskog podrijetla, koja je tijekom postojanja te države dala ukupno šest velikih vezira, najviših državnih dužnosnika, rangom odmah do sultana.

## Životopis
Ime Fazıl nije imao od rođenja, nego ga je dobio kasnije tijekom života, a ono znači mudar, visokoobrazovan. Rođen je kao najstariji sin velikog vezira Mehmed-paše Ćuprilića (*oko 1580 – †1661), osnivača velikaške obitelji koja je bila podrijetlom iz današnje Albanije, ili, prema nekim izvorima, iz Velesa u Makedoniji. Njegov mlađi brat Fazil Mustafa-paša Ćuprilić kasnije je također bio veliki vezir u razdoblju 1689 – 1691.
U karijeri je brzo napredovao, pa je već vrlo mlad, imajući tek 24 godine, 1659. postao vezir i namjesnik Erzuruma, a 1660. Damaska. Istaknuvši se kao uspješan vojskovođa, imenovan je u lipnju 1661. zamjenikom svoga oca, a poslije očeve smrti 31. listopada iste godine, sultan Mehmed IV. postavio ga je za velikog vezira, što je u današnjem smislu rang predsjednika Vlade. Kao političar je zaslužan za smanjenje poreza i unaprjeđenje obrazovanja.
Ubrzo nakon početka njegove karijere velikog vezira, izbio je Habsburško-turski rat (1663–1664.), i on je osobno poveo veliku vojsku u pohod na sjeverozapad, prema dijelovima Ugarske koji su bili kod kontrolom Habsburgovaca, a rat je zahvatio i područja Hrvatske. Među bitkama vođenima tijekom tog rata bile su i opsada Novog Zrina u Međimurju, koju je Ćuprilić uspješno završio osvajanjem i razaranjem utvrde Novi Zrin, te Monošterska bitka, koju je izgubio, ali je sklopljenim Vašvarskim mirom isposlovao za Turke vrlo povoljne uvjete.
U drugoj polovici 60-tih godina 17. stoljeća vodio je završni dio Kandijskog rata, koji je okončan 1669. godine turskim zaposjedanjem otoka Krete, a u prvoj polovici 70-tih godina rat s Poljsko-Litvanskom Unijom, također s povoljnim ishodom.           
Fazıl Ahmed-paša Ćuprilić umro je u Carigradu 3. studenog 1676., najvjerojatnije od posljedica prevelikog uživanja alkohola.

## Također pogledajte
- Visoka Porta
- Hrvatsko-osmanski ratovi
- Poljsko-osmanski ratovi

## Vanjske poveznice
- Fazil Ahmed-paša  – član velikaške obitelji Ćuprilić (Köprülü)
- Fazil Ahmed-paša naslijedio oca i konsolidirao državu  Arhivirana inačica izvorne stranice od 28. travnja 2011. (Wayback Machine)